# Citogenetică

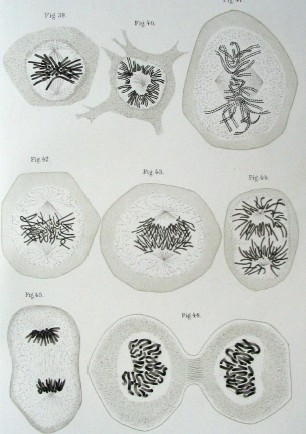
Ilustrație privind procesul de mitoză, din lucrarea Zellsubstanz, Kern und Zelltheilung (1882) de Walther Flemming (1843-1905), unul din pionierii citogeneticii

Citogenetica este o ramură a geneticii care studiază componenții celulari ai eredității, și anume, genele și cromozomii. De asemenea, această metodă include determinarea cromatinei sexuale. Pentru aceste analize, se colectează sânge sau celulele măduvei osoase, ale pielii, ale lichidului amniotic sau ale țesuturilor embrionare.
În laboratorul de citogenetică se stabilește diagnosticul prenatal, în special al anomaliilor cromozomiale. De asemenea, se poate efectua și diagnosticul postnatal pentru anomaliile cromozomiale și pentru câteva din bolile monogenice.
Analiza cromozomilor se efectuează pe orice tip de țesut, pentru diagnosticarea abnormalităților cromozomale asociate cu sindroame și boli genetice, folosind tehnici convenționale de citogenetică sau/și tehnici de citogenetică moleculară.
Cu tehnicile de citogenetică convențională se analizează numărul și structura tuturor celor 46 de cromozomi bandați, prin formarea cariotipului. 
Cu tehnicile de citogenetică moleculară sunt detectați cromozomii specifici sau a locilor specifici pe un cromozom, folosind probe de ADN marcate fluorocrom, care se leagă special pe acele regiuni ale cromozomilor care se studiază. Această tehnică este cunoscută ca tehnica multicolor fluorescent in situ hybridisation (FISH) (Hibridizarea in situ în fluorescență) și se aplică în principal pentru investigarea abnormalităților cromozomale ce nu pot fi detectate și identificate prin tehnicile citogeneticii convenționale.

## Legături externe
„citogenetică” la DEX online